# Красное Эхо (посёлок)
Кра́сное Э́хо — посёлок в Гусь-Хрустальном районе Владимирской области России. Центр сельского поселения «Посёлок Красное Эхо».

## География
Расположен в 26 км к северу от Гусь-Хрустального. В посёлке находится железнодорожная станция (конечный пункт ветки длиной 15 км от станции Комиссаровка на линии Владимир — Тумская). Ранее действовала узкоколейная железная дорога до посёлка Анопино.

## История
Образован как населённый пункт при Фёдоровском хрустальном заводе в середине XIX века, входил в состав Моругинской волости Судогодского уезда. В 1859 году в посёлке числилось 13 дворов, в 1905 году населённый пункт именуется Ново-Дмитровский завод и в нем числилось 30 дворов, в 1926 году в посёлке Красное Эхо имелось 197 хозяйств, начальная школа. В XIX  веке Новогодинская стеклянная фабрика (сейчас стеклозавод "Красное Эхо") относился к приходу погоста Покров-Башевых Судогодского уезда.
С 1929 года посёлок являлся центром Красно-Эховского сельсовета Гусь-Хрустального района. В 1940 году посёлок отнесен к категории рабочих поселков. С 2005 года посёлок отнесен к категории сельских населённых пунктов, является центром муниципального образования «Посёлок Красное Эхо».

## Население
| 1859  | 1905  | 1926  | 1959  | 1970  | 1979  | 1989  |
| ----- | ----- | ----- | ----- | ----- | ----- | ----- |
| 81    | ↗280  | ↗1058 | ↗2358 | ↗2389 | ↘2291 | ↘2185 |
| 2002  | 2010  | 2021  |       |       |       |       |
| ↗2295 | ↘2022 | ↘1983 |       |       |       |       |

## Инфраструктура
В посёлке имеются средняя общеобразовательная школа, детский сад №10, Красноэховская районная больница, дополнительный офис №8611/0221 Сбербанка России, отделение федеральной почтовой связи, участковый пункт полиции.

## Экономика
В посёлке расположен стекольный завод «Красное Эхо» (основан в 1875 году).